# Боно-Ист
Боно-Ист (англ. Bono East Region) — одна из 16 областей Ганы, административно-территориальная единица первого уровня. Административный центр — Течиман. Граничит с областью Саванна на севере, Оти на востоке, Ашанти и Восточной областью на юге, Боно на западе.
В областях Боно и Боно-Ист к югу от реки Чёрная Вольта проживает народ аброн (бронг, боно, 791 тыс. человек по оценке 2000 года) группы народов акан. Аброн создали город-государство Боно-Мансо, в XV—XVIII вв. бывший центром вождества (омана) Боно.

## История

### Средние века
Аканы ведут своё происхождение от мифического народа нтафо (нта, ntafo, tafo, nta), жившего севернее лесного пояса, где сейчас обитают гонжа, на севере нынешней Ганы. В XII—XIV вв. нтафо (протоаканы) двумя волнами переселились на юг — в лесную зону и на побережье Гвинейского залива. Причины миграции окончательно не установлены. По археологическим данным, наиболее ранние аканские поселения появились здесь около 1200 года. Первая волна переселенцев (некоторые авторы считают их предками современного народа гуан) достигла побережья Гвинейского залива между Виннебой и Кейп-Костом, двигаясь по среднему течению реки Вольты и через холмы Аквапим (Аквапимские холмы). Возможно, они также заняли окрестности Аккры, где вступили в контакты с уже пришедшими сюда га. Вторая  волна двигалась западнее — вдоль рек Тано и Офин — и состояла из предков современных аканских этносов лесной зоны и гвинейского побережья, говорящих на диалектах чви и фанти. Во всяком случае, фантийцы, нзима, денчира и ряд других этносов возводят своё происхождение к Течиману. О древнейших обитателях лесной зоны практически ничего не известно. Га и адангме переселились в район Аккры в XV веке с территорий, расположенных к северу от залива Бенин. Миграции протоаканов на юг в этногенетических преданиях связываются с неким «государством» Кумбу (Kumbu), которое распалось вследствие каких-то войн.
После миграции на юг к концу XII века между племенами акан начались раздоры из-за обнаруженных здесь месторождений золота. С XIII века существовали довольно крупные государства Боно и Банда.
Древнейшим центром аканской цивилизации в лесной зоне считается основанный в XV веке город Боно-Мансо (Боно-Мансу), бывший, по-видимому, крупным центром торговли золотом. Его появление, вероятно, связано с увеличением потребности в золоте стран Судана в начале XV века. Боно-Мансо погиб под ударами ашанти в начале XVIII века. Руины Боно-Мансо сохранились в 180 км к северу от Кумаси. Развалины города Боно-Мансо, столицы Боно, свидетельствуют о высоком уровне культурного и экономического развития.
Боно, получивший в XVIII веке название Течиман, возник на границе с саванной рядом с известным городом Бего (Бигу, Биту) — главным коммерческим центром мандеязычных торговцев золотом и орехами кола. Бего играл важную роль в экономической и этносоциальной истории аканов вплоть до конца XVII века.
С начала XVIII века центром региона стал город Течиман. В 1740—1870-х гг. оманы аброн входили в Конфедерацию Ашанти.

### Новейшее время
После обретения независимости Ганы от Великобритании 6 марта 1957 года, в 1959 году из региона Ашанти бывшей британской колонии Золотой Берег была выделена область Бронг-Аха́фо (Brong-Ahafo Region) с центром в Суньяни.
27 декабря 2018 года был проведён референдум, по результатам которого область Бронг-Ахафо разделена на области Боно, Боно-Ист и Ахафо, из Северной области выделены области Норт-Ист и Саванна, из области Вольта — Оти, из Западной области — Вестерн-Норт. Создание новых областей стало выполнением предвыборного обещания Новой патриотической партии перед всеобщими выборами в Гане 7 декабря 2016 года, на которых партия одержала победу. Лидер партии Нана Акуфо-Аддо стал президентом по результатам этих выборов. Новый президент создал министерство реорганизации и развития областей. Новые области созданы 13 февраля 2019 года.